# Твист (Емсланд)
Твист (њем. Twist) општина је у њемачкој савезној држави Доња Саксонија. Једно је од 60 општинских средишта округа Емсланд. Према процјени из 2010. у општини је живјело 9.621 становника. Посједује регионалну шифру (AGS) 3454054.

## Географски и демографски подаци
Твист се налази у савезној држави Доња Саксонија у округу Емсланд. Општина се налази на надморској висини од 16 метара. Површина општине износи 105,6 km². У самом мјесту је, према процјени из 2010. године, живјело 9.621 становника. Просјечна густина становништва износи 91 становника/km².

## Међународна сарадња
| Мјесто  | Држава    | Врста сарадње | Од    |
| ------- | --------- | ------------- | ----- |
| Шонебек | Холандија | контакт       | 2000. |
| Извор   |           |               |       |